# Pedicularis cephalanthoides
Pedicularis cephalanthoides är en snyltrotsväxtart som beskrevs av Tsoong. Pedicularis cephalanthoides ingår i släktet spiror, och familjen snyltrotsväxter. Inga underarter finns listade i Catalogue of Life.